# Дялу-Маре (Клуж)
Дялу-Маре (рум. Dealu Mare) — село у повіті Клуж в Румунії. Входить до складу комуни Ришка.
Село розташоване на відстані 341 км на північний захід від Бухареста, 34 км на захід від Клуж-Напоки.

## Населення
За даними перепису населення 2002 року у селі проживали 373 особи, усі — румуни. Усі жителі села рідною мовою назвали румунську.